# Insensibilidad emocional
La insensibilidad emocional es la incapacidad perceptiva y emocional de saber identificar y evaluar los sentimientos que las situaciones o las personas producen en nosotros. Es decir, la capacidad de no sentir nada ante el dolor o el sufrimiento de los demás.
Entre los rasgos de una personalidad con insensibilidad emocional encontramos la falta de preocupación empática por otros, la minimización del sufrimiento en la víctima o poca preocupación por el mismo, la capacidad para experimentar culpa es limitada, no hay expresión emocional o es muy escasa, no se teme al castigo por las acciones agresivas realizadas y consideran que la agresión es un medio eficaz para la dominación.

## Niños con insensibilidad emocional
Los niños con alta insensibilidad emocional tienen características distintivas genéticas, cognitivas, emocionales, biológicas, ambientales y de personalidad, y la insensibilidad emocional se asocia a problemas de conducta antisocial.

### Tratamiento de la insensibilidad emocional
La Insensibilidad emocional se puede tratar y además responde bien ante los tratamientos. Esto se puede llevar a cabo mediante tratamientos cognitivos conductuales y tratamientos complejos multimodales como son los factores de crianza cordial y ante bajos niveles de disciplina severa.

### Prevención de la insensibilidad emocional
Dentro de este rasgo encontramos elementos o factores de riesgo y de refuerzo para desarrollar o no la insensibilidad. Por lo que identificando los riesgos se pueden identificar a las personas o grupos en los cuales intervenir para la prevención.
- Es importante una prevención temprana (en la niñez), para prevenir las historias de interacción antisocial, y se lleva a cabo mediante la revisión sistemática de los tratamientos terapéuticos y programas de prevención temprana o primaria.
- Los programas de prevención han de enfocarse sobre todo en la familia, donde se deben desarrollar competencias sociales, interpersonales y académicas.
- Aparte de en la familia también en el ámbito escolar, social amistoso, comunitario, sanitario... se debe enseñar a padres y maestros a identificar factores de riesgo y protección.

#### Prevención primaria
En esta prevención se busca reducir o eliminar los riesgos y fomentar la protección. Se debe fortalecer ciertas características en la persona como la resiliencia, autoeficacia, competencias cognitivas y sociales, la creatividad, motivación académica...
En esta etapa debe haber adultos comprensivos en la vida del menor con riesgo de padecer insensibilidad emocional y se deben fomentar las relaciones positivas y pro-sociales con los compañeros.

#### Prevención secundaria
Este tipo de prevención va dirigida a las personas en riesgo, y se denomina selectiva.
Se enfoca en múltiples factores como puede ser el comportamiento perturbador, la agresividad, los factores de riesgo en la crianza...
Se debe administrar esta prevención por al menos un año y debe ser mantenida al entrar en la adolescencia.

#### Prevención terciaria
Se aborda desde métodos de tratamiento multisistémicos y multidimensionales, intensivos y de larga duración.
Por lo general, estos métodos van orientados a desarrollar habilidades de autorregulación y cognitivas e involucran a la familia, escuela y comunidad.
Se orientan a riesgos, necesidades y capacidad de respuesta.